# Tina Blau
Tina Blau-Lang, přechýleně Tina Blauová-Langová, rozená Tina Regine Leopoldine Blau (15. listopadu 1845 ve Vídni - 31. října 1916 tamtéž) byla významná krajinářka rakouského náladového impresionismu (Stimmungsimpressionismus).

## Život
Tina Blau se narodila v židovské rodině vojenského lékaře Simona Blaua. Ten podporoval její zájem o malbu a zajistil jí soukromá studia u Augusta Schaeffera von Wienwald. Jako žena nesměla studovat malbu aktu a tedy nemohla studovat na Akademii. Dále studovala u Antona Hanleyho, Wilhelma Lindenschmita v Mnichově (1869-1873) a u Emila Jakoba Schindlera. S ním měla v letech 1875 až 1876 společný ateliér, ale umělci se posléze rozešli.

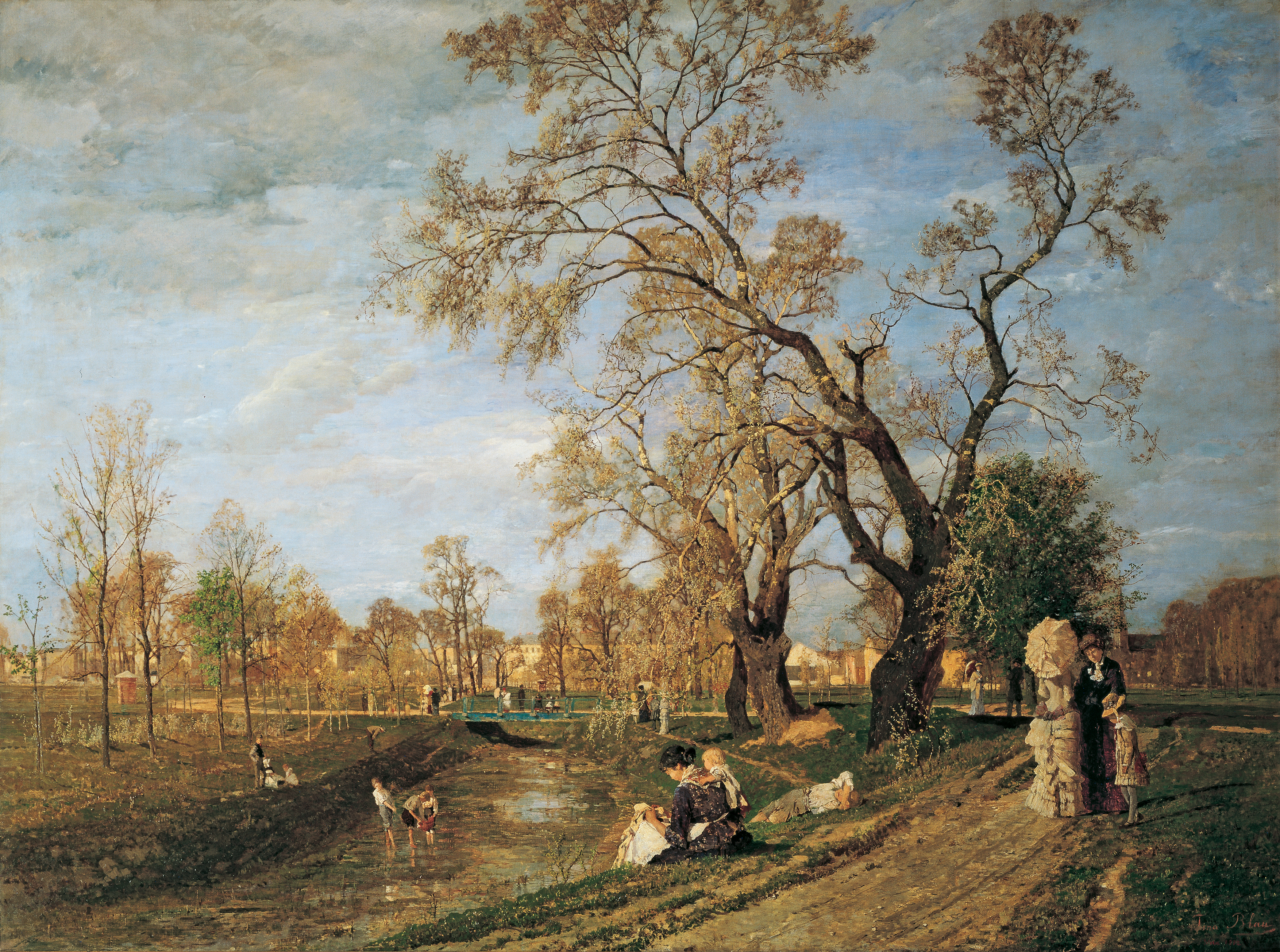
Jaro v Prátru, 1882, Belvedere, Vídeň

V roce 1882 se zúčastnila První mezinárodní výstavy umění ve vídeňském domě umělců Wiener Künstlerhaus. Její obraz Frühling im Prater (Jaro v Prátru) tam byl přijat s nadšením. Malíř Hans Makart jej zvolil za nejlepší obraz výstavy. Obraz byl posléze vystaven i na Pařížském salonu kde získal ocenění „Mention honorable“.
V roce 1883 konvertovala k evangelické církvi a v témže roce se provdala za malíře koní a bitev Heinricha Langa (1838–1891). Pár se přestěhoval do Mnichova, kde od roku 1889 umělkyně vyučovala krajinu a zátiší na Ženské akademii (Damenakademie München) Mnichovského spolku výtvarnic (Münchner Künstlerinnenverein). V roce 1890 měla výstavu v mnichovském Kunstvereinu, kde bylo vystaveno 60 jejích děl.
Po smrti manžela cestovala do Holandska a Itálie a poté se po desetileté nepřítomnosti vrátila do Vídně, kde si nedaleko Rotundy Prátru zřídila svůj ateliér. V roce 1897 založila spolu s Olgou Prager, Rosou Mayreder a Karlem Federnem Uměleckou školu pro ženy a dívky (Kunstschule für Frauen und Mädchen), později přejmenovanou na Vídeňskou ženskou akademii (Wiener Frauenakademie), kde v letech 1898 až 1915 vyučovala malbu krajiny a zátiší a rovněž školu řídila.

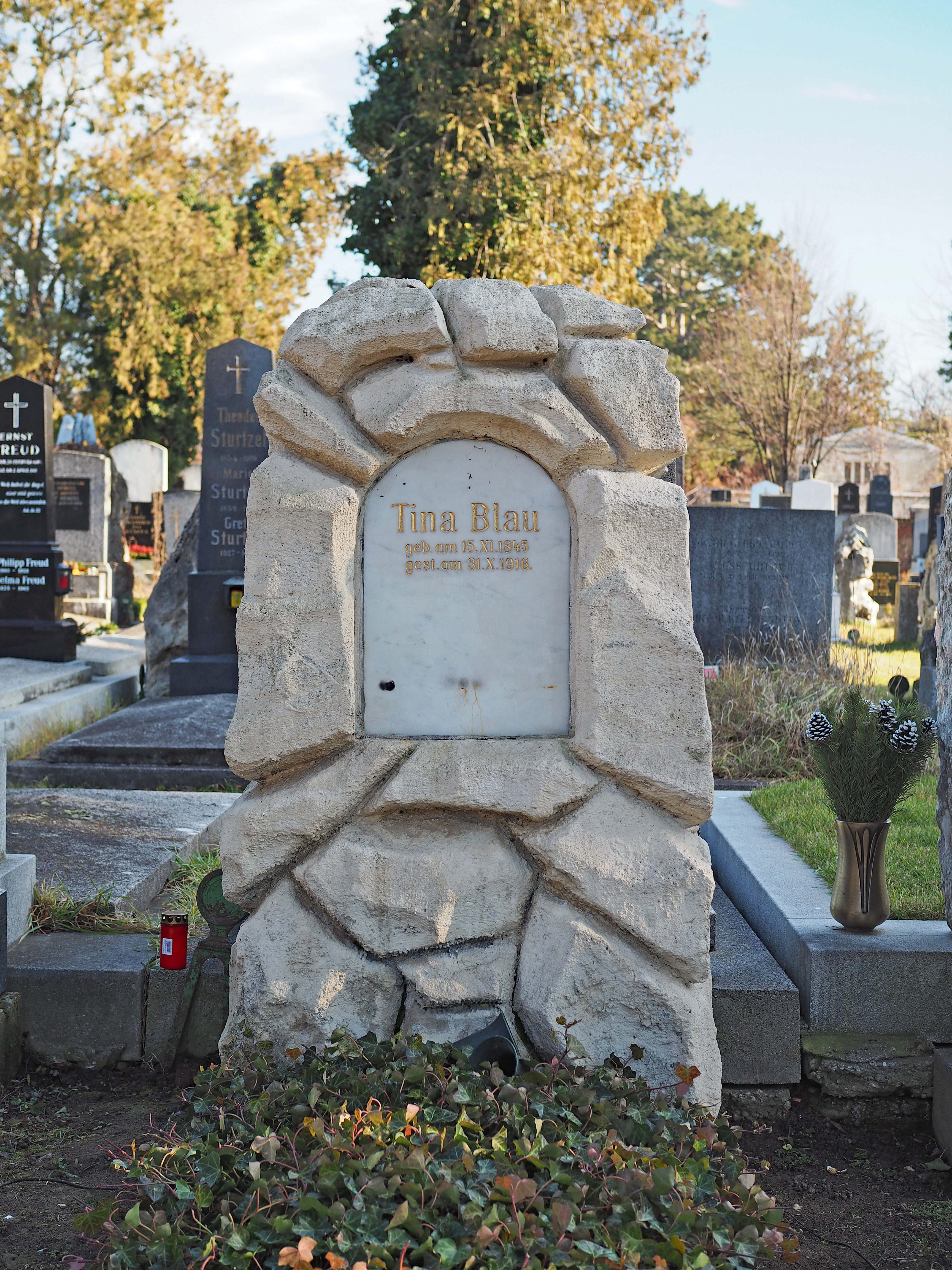
Náhrobek Tiny Blau.

Tina Blau-Lang léto a část podzimu roku 1916 strávila neúnavnou prací v Bad Gasteinu. Odtud odjela na vyšetření do vídeňského sanatoria, kde zemřela na zástavu srdce. Je pohřbena v čestném hrobě na Evangelickém hřbitově v Simmeringu (Vídeňský ústřední hřbitov, 4. brána, skupina 3, hrob č. 12).
V březnu 1917 proběhla dražba její umělecké pozůstalosti. Vídeňský Künstlerhaus jí v září 1917 věnoval vzpomínkovou výstavu. V roce 1930 byla po ní pojmenována ulička Tina-Blau-Weg západně od hřbitova Baumgarten, Vídeň-Penzing. V letech nacistické vlády byla ale z antisemitských důvodů přejmenována.

## Význam
Tina Blau je jednou z nejvýznamnějších rakouských malířek 19. století. Stejně jako Emil Jakob Schindler, Carl Moll, Theodor von Hörmann, Hugo Darnaut, Marie Egner a Olga Wisinger-Florian patří ke stylu rakouského náladového impresionismu a malovala především krajiny a zátiší. Známé jsou ale i její portréty profesorů z posledního tvůrčího období.
Umělkyně absolvovala studijní cesty, které ji zavedly i do Čech, na Moravu a do Sedmihradska, kde vytvořila své první velké obrazy. Řada jejích motivů však pochází z Vídně a okolí. Tina Blau se zúčastnila výstav v Mnichově, Berlíně, Drážďanech, Lipsku, Hamburku, Paříži a Chicagu. I ve stáří se držela svého stylu malby a nezajímala se o secesní styl, který v té době převládal.